# Château de Cornillon (Savoie)
Pour les articles homonymes, voir Château de Cornillon et Cornillon (homonymie).
Le château de Cornillon est un ancien château fort, dont les vestiges se dressent à la limite des communes de Césarches et de Queige dans le département de la Savoie en région Auvergne-Rhône-Alpes.

## Situation
Les ruines du château de Cornillon sont situées dans le département français de la Savoie sur le territoire de Queige, en limite avec la commune de Césarches, au sommet du mont Cornillon, à près de 1 000 mètres d'altitude, dominant le confluent du Doron et de l'Arly, dans la forêt.
Le château dominait ainsi la plaine de l'Arly en lien avec les maisons fortes situées à Marthod, situées sur le versant opposé, ainsi que l'étroit passage permettant d'entrer dans le massif du Beaufortain, et surtout le passage par le col de la Forclaz,.

## Histoire
L'origine du château est très ancienne sans que l'on puisse le dater. Le toponyme de Cornillon désigne très probablement un sommet, une pointe rocheuse. Toutefois, l'abbé Gros indique pour origine un patronyme pour ce lieu-dit.
Les seigneurs issus de la famille de Cornillon semblent eux aussi avoir une origine ancienne, le premier représentant connu est un Guillaume dit Ier, cité comme témoin en 1180,, dans une donation faite à l'abbaye d'Aulps.
En 1213, il est fait mention de Guifried (ou Guifferd) et Pierre seigneurs de « Cornillori », qui épousèrent les deux filles du chevalier Anthelme de Tours, dans un acte de comptes de dimes passé par Bernard de Chignin, archevêque de Tarentaise,. Tenu en franc alleu jusqu'alors, le 3 septembre 1222, ils se reconnaissent comme vassaux des archevêques de Tarentaise, pour leur château de Cornillon et ses dépendances.
Entre 1285 et 1355, le conflit delphino-savoyard voit les marges, notamment aux abords du Faucigny, entre les deux principautés être l'objet de courses et de chevauchées. Le traité de Montmélian (août 1308) permet une trêve et le mariage, en septembre 1309, de Hugues Dauphin, baron de Faucigny, et Marie Catherine de Savoie, fille du comte de Savoie. Toutefois, le conflit perdure. En 1334 (ou 1335), le château, puis peu de temps après Ugine et son château, sont ravagés par les Dauphinois,,. Laissé à l'abandon, il est remplacé par une maison forte que les seigneurs de Cornillon construisirent à Marthod.

## Description
Le château est sur une colline dont les versants est et ouest sont à pic. Les fouilles ont permis d'en faire un plan. L'édifice possédait un donjon carré de 11 × 11 mètres, avec des murs épais de 2 mètres, situé au nord-est dominait une enceinte quadrangulaire crénelée de 25 × 19 mètres. L’accès se faisait au sud-ouest, protégé par une tour ronde de 7 mètres de diamètre dressée du côté de l'attaque.
La chapelle du château, qui servit probablement d'église paroissiale jusqu'au XIIIe siècle, était située dans une autre tour, rectangulaire, bâtie sur une motte sur la crête, de 6,70 × 9,60 mètres, indépendante du château. L'ensemble des bâtiments est arasé.

Deux étangs, situés sur la colline, assuraient l'approvisionnement en eau du château.
En 1740, on pouvait encore voir selon M. Caray, notaire à Marthod, de hautes murailles. Aujourd'hui le site, fouillé en 1938, ce qui a permis d'en préciser le plan, ne présente que quelques maigres vestiges.

## Châtellenie de Cornillon
Le château-fort est le centre d'une châtellenie, dit aussi mandement (mandamentum), qui contrôlait les « châteaux du Barrioz à Queige, de Césarches, des Lavoëx, de Marthod et de l'Epigny ».
Les maisons fortes des Lavoëx, tout comme une seconde située au chevet de l'église, appartenaient aux seigneurs de Cornillon, et celle de l'Epigny, étaient situées à Marthod.